# Henna

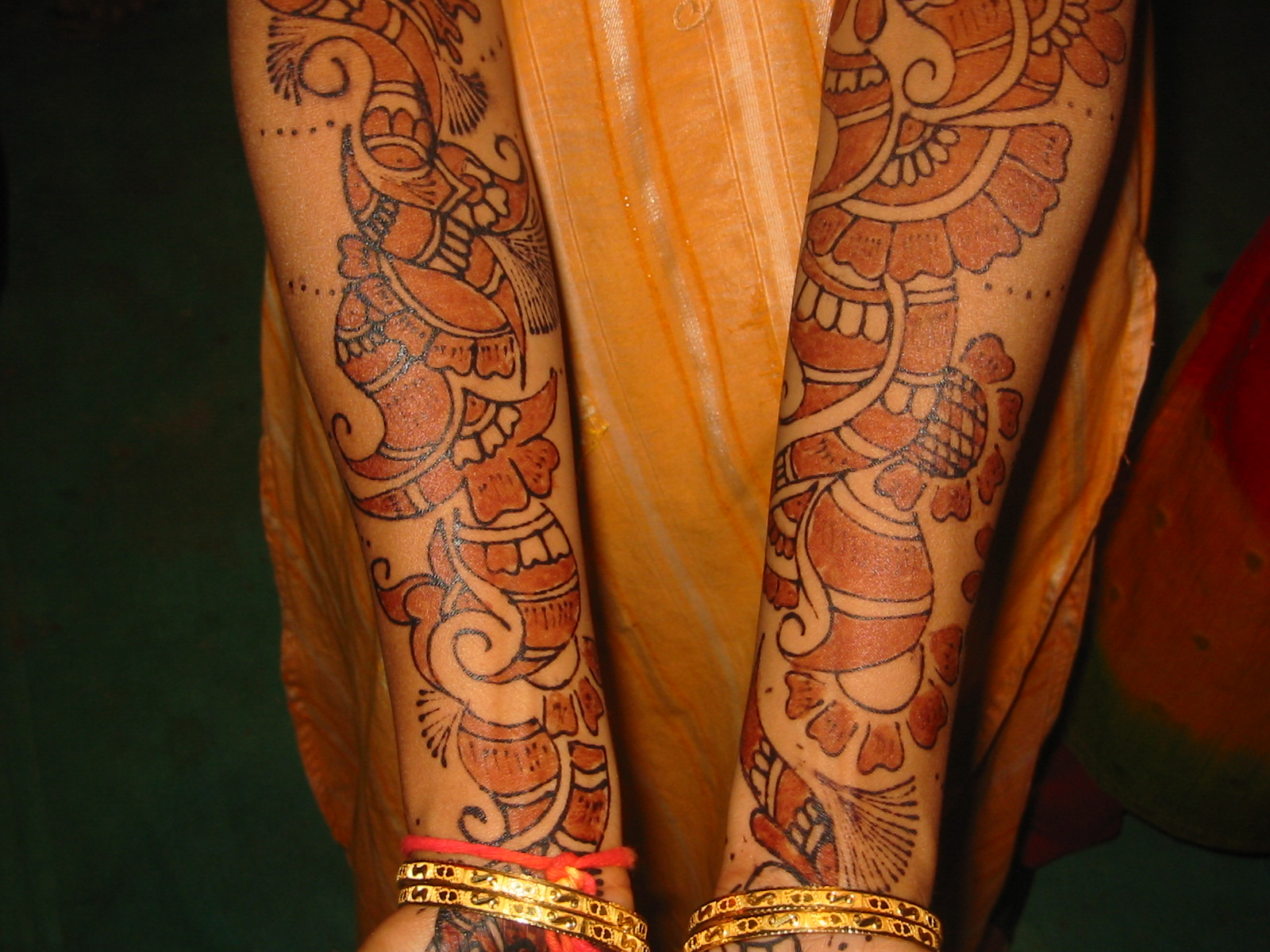
Malowidła henną

Henna (arab. ‏حناء‎) – barwnik roślinny produkowany z liści i pędów rośliny zwanej lawsonią bezbronną (Lawsonia inermis L.). 

## Historia henny
Henna służy do malowania skóry od bardzo dawna. Wśród wykopalisk dawnego Egiptu znajdowano dowody farbowania henną mumii dostojników. Starożytni Egipcjanie henną malowali mumiom włosy, dłonie, stopy i paznokcie oraz płótna, w które były one zawinięte. W tym celu rozdrobnione liście mieszano z mleczkiem wapiennym, co w efekcie dawało kolor czerwony; poprzez dodatek substancji zawierających garbniki uzyskiwano kolor ciemnobrązowy lub czerwonożółty. Henna wymieniona jest też w biblijnej Pieśni nad Pieśniami (1,14). W czasach biblijnych henną malowały paznokcie i farbowały włosy kobiety, zwyczaj ten jednak nie był tolerowany w judaizmie. W Księdze Powtórzonego Prawa (21,11-12) są wersety, które w Biblii Tysiąclecia tak przetłumaczono: „a ujrzysz między jeńcami kobietę o pięknym wyglądzie i pokochasz ją – możesz ją sobie wziąć za żonę i wprowadzić do swego domu. Ona ogoli swą głowę, obetnie paznokcie i zdejmie z siebie odzież branki”. 